# 自由球員
在職業運動裡，自由球員指的是當某球員與其球队之間的合約屆滿終止後，球團可以選擇不與球員續約、或是球員可以主動選擇與另外一支隊伍簽下新的合約。
這個規則來自於美國在職業運動聯盟停止其「重複條款」——保障球團擁有重複與球員續約一年但不允許球員終止其與球團之間的合約關係。

## 類型

### 無限制自由球員
合約到期未續約的球員，可以自由選擇與任何一隊簽約。

### 受限制自由球員
因為職業聯盟的不同，受限制自由球員會有不同的限制。在某些聯盟裡，簽約前必須對原球隊提出一些補償（例如：轉讓選秀權給原球隊、給予原球隊轉会費、給予原球隊1名保護名單外球員）。

### 選秀落選自由球員
球員在聯盟的年度選秀中落選，會成為無限制自由球員。